# Albi (cratère)
Pour les articles homonymes, voir Albi (homonymie).
Le cratère Albi est un cratère d'impact de 9,07 km de diamètre situé sur Mars dans le quadrangle d'Argyre. Il a été nommé en référence à la ville d'Albi en France.